# Чужди чувства
„Чужди чувства“ (на испански: Sentimientos ajenos) е мексиканска теленовела от 1996 г., режисирана от Аурора Молина и продуцирана от Хосе Алберто Кастро за Телевиса. Базирана е на радионовелата Dos mujeres y un hombre, създадена от чилийския писател и драматург Артуро Моя Грау.
В главните роли са Йоланда Андраде и Карлос Понсе, а в отрицателната - Шантал Андере.

## Сюжет
София де ла Уерта Ерера е млада и добродушна художничка, която се влюбва в Ренато Арамендия. Тя не подозира, че породилите се чувства ще отприщят омразата на Леонор де ла Уерта Ерера, сестра ѝ, която е лудо влюбена в Ренато.
Леонор не се спира пред нищо, за да съсипе връзката на сестра си, и в крайна сметка, след множество интриги и лъжи, успява. Отхвърлена и наранена, София се бори, за да продължи напред, без да подозира, че истинският ѝ враг е собствената ѝ сестра.

## Актьори
Част от актьорския състав:
- Йоланда Андраде – София де ла Уерта Ерера
- Шантал Андере – Леонор де ла Уерта Ерера
- Карлос Понсе – Ренато АрамендияRenato Aramendia
- Оливия Бусио – Ева Бариентос
- Арсенио Кампос – Хоакин
- Марио Симаро – Рамиро
- Сусана Гонсалес – Норма
- Арон Ернан – Андрес Бариентос
- Орландо Мигел – Дарио Мендиола
- Едит Маркес – Марсела
- Габриела Аройо – Юдит
- Дина де Марко – Доната
- Марисол дел Олмо – Лупита

## Премиера
Премиерата на Чужди чувства е на 19 август 1996 г. по Canal de las Estrellas. Последният 100. епизод е излъчен на 3 януари 1997 г.

## Награди и номинации
Награди TVyNovelas 1997
| Категория                            | Номинация           | Резултат  |
| ------------------------------------ | ------------------- | --------- |
| Най-добра теленовела                 | Хосе Алберто Кастро | Номиниран |
| Най-добра актриса в отрицателна роля | Шантал Андере       | Печели    |
| Най-добро мъжко откритие             | Карло Понсе         | Печели    |